# Dialetto siciliano orientale
Il dialetto siciliano orientale (detto non metafonetico orientale) è una variante della lingua siciliana parlata nelle province di Catania e Siracusa.

## Distribuzione geografica
Le varietà raggruppate all'interno del "siciliano orientale" sono parlate nella parte più orientale della Sicilia, corrispondente ai territori provinciali di Catania e Siracusa.

## Dialetti

Mappa linguistica della Sicilia secondo le aree dialettali individuate nel Vocabolario siciliano

Nella sistemazione delle sigle di localizzazione dei dialetti siciliani operata nel Vocabolario siciliano, le parlate afferenti al gruppo orientale (esclusi il dialetto messinese e le parlate del nord-est e sud-est) sono state classificate nel seguente modo:
- dialetto catanese
  - dialetti etnei nordoccidentali (CT I)     
  - dialetti etnei sudorientali (CT II)     
  - dialetti catanesi occidentali (CT III)     
  - dialetti catanesi meridionali (CT IV)

- dialetto siracusano
  - dialetti siracusani settentrionali (SR I)     
  - dialetti siracusani settentrionali (SR II)